# Blizanci (zviježđe)
Blizanci (lat. Gemini) je jedno od zviježđa zodijaka. Zviježđe sjeverne polutke vidljiva za vrijeme zime, smještena između Bika, Raka, Kočijaša, Risa, Jednoroga i Malog Psa.

## Značajni objekti dubokog svemira
Najpoznatiji objekt je otvoreni skup M35. Pokraj njega se nalazi tamniji i udaljeniji otvoreni skup NGC 2158. Zviježđe sadrži i nekoliko planetarnih maglica od kojih se ističu Maglica Eskim. Zbog specifičnog oblika plinske ovojnice, maglica u teleskopu izgleda kao glava Eskima s parkom. U središtu zviježđa nalazi se tamnija planetarna maglica, NGC 2371. Maglice je specifična po tome što je podjeljena na dva dijela. Nalazi se pokraj δ Blizanaca. 
U Blizancima nalazi se i pulsar Geminga. Geminga je nama najbliži pulsar, udaljen samo 552 gs. Pulsar je nastao u eksploziji supernove prije otprilike 300,000 godina.

## Zvijezde
- Kastor (α Blizanaca) - šesterostruka zvijezda, magnitude + 1.58, udaljena oko 49.8 gs
- Poluks (β Blizanaca) - narančasti div, magnitude + 1.15, udaljena oko 33.7 gs
- Alhena (γ Blizanaca) - magnitude + 1.93, udaljena oko 105 gs
- μ Blizanaca - magnitude + 2.87, udaljena oko 232 gs
- η Blizanaca - dvostruka zvijezda, magnitude + 3.15, udaljena oko 350 ly, pratioc ima sjaj od + 8.80 magnituda
- μ Blizanaca - magnitude + 2.87, udaljena oko 232 svj.godina
- Prividne dvojne zvijezde Delta Geminorum, My Geminorum
- Cefeida: Zeta Geminorum
- Bijeli poludiv: Gamma Geminorum
- Superdiv: Epsilon Geminorum (Mebsuta)
- Smeđi patuljak: Tau Geminorum b
- Promjenjive zvijezde: Eta Geminorum, Zeta Geminorum
- Otvoreno zvjezdano jato: M35.

## Mitologija
Najsvjetlije zvijezde ovoga zviježđa zovu se Kastor i Poluks (α i β Geminorum), po istoimenim božanskim blizancima iz grčke mitologije. Nazivani su još i Dioskuri, a bili su sinovi boga Zeusa i Lede, te braća Helene i Klitemnestre. Zeus je u obliku labuda spavao s Ledom, ženom kralja Sparte Tindareja. Iz te veze su rođeni blizanci Kastor i Polideuk, a kasnije i njihova sestra Helena. Braća su bila toliko bliska da ih je nakon Kastorove smrti, Zeus ujedinio braću na nebeskom svodu. Kako ni sam Zeus nije mogao vratiti ljude iz podzemlja, gdje je vladao njegov brat Had, sklopili su kompromis da blizanci provode pola svog vremena na nebu, a pola u podzemlju. Zbog toga se na nebu vide zajedno, držeći se za ruke kako se više nikad ne bi odvojili, no pola godine iznad horizonta i pola godine ispod.
Radi se o istoj Heleni koju je kasnije oteo Paris i odveo u Troju, što je bio povod za Trojanski rat. Rimska mitologija odaje mnogo veće poštovanje Kastoru (Castor). Latinsko Polideukovo ime glasi Poluks (Pollux). Njihov se dan slavio 15. srpnja, a hram im je stajao na rimskom forumu. Rani ih izvori još povezuju uz jutarnju i večernju zvijezdu. 

## Zanimljivosti
Clyde Tombaugh je 1930. otkrio planet Pluton u granicama zviježđa Blizanci.